# Semecarpus microcarpus
Semecarpus microcarpus là một loài thực vật có hoa trong họ Đào lộn hột. Loài này được Wall. ex Hook. f. miêu tả khoa học đầu tiên năm 1876.